# De Appelgaard
De Appelgaard is een twaalfdelige televisieserie die tussen 22 december 1985 en 9 maart 1986 door de KRO werd uitgezonden. De serie werd geschreven en geregisseerd door Willy van Hemert en speelt zich af op landgoed De Appelgaard waar de familie Van Langevelt woont. Moeder Charlotte (Sigrid Koetse) domineert daar het leven van haar man Laurens (Ton Lensink) en hun drie kinderen Margot (Adriënne Kleiweg), René (Frederik de Groot) en Valentijn (René van Asten).
De serie werd in 1986 genomineerd voor een Gouden Televizier-Ring.

## Verhaal
Charlotte is een vrouw die gewend is altijd haar zin te krijgen. Als ze samen met haar grote liefde, Godfried Kramer, in 1936 landgoed De Appelgaard ontdekt, wil ze het hebben. Hij stelt voor nog een paar jaar te wachten totdat hij meer geld heeft. Charlotte ruilt hem dan in voor de rijke Laurens van Langevelt. Bij hem krijgt ze twee kinderen, Margot en René. Als ze in de oorlog met haar kinderen naar Godfried vlucht, raakt ze van hem zwanger van haar derde kind, Valentijn. Laurens kan dit niet verkroppen en vlucht in de drank. Charlotte is een dominante vrouw en moeder en ze doet er alles aan om haar dochter Margot thuis te houden. Ze vermoedt dat Margot een minnaar heeft en wil dit koste wat het kost voorkomen. Ze krijgt een hartaanval en vlak voordat Margot met haar vriend, de kunsthandelaar Jan Blom, op vakantie gaat naar Egypte, moet ze haar moeder beloven voor haar vader te blijven zorgen als zij er ineens niet meer zou zijn. Margot belooft dit. Op vakantie krijgt ze hier spijt van en wil alleen nog maar bij Jan zijn. Als ze thuiskomt, gaat ze dan ook meteen naar haar moeder om te zeggen dat ze de belofte intrekt. Ze komt te laat, haar moeder is net daarvoor overleden. Haar egoïstische vader ziet zijn kans schoon om zijn dochter aan haar belofte te herinneren. Tegen alle adviezen van haar broers en vriend Jan in, besluit Margot om zich aan de belofte te houden en gaat zo haar eigen ongeluk tegemoet.

## Rolverdeling
| Acteur                    | Personage                                  | Opmerkingen |
| ------------------------- | ------------------------------------------ | --- |
| Sigrid Koetse             | Charlotte van Langevelt                    | Charlotte wil dat alles om haar draait en dat iedereen doet wat zij wil. Zo probeert ze met sluwe listen haar volwassen dochter Margot te dwingen bij haar te blijven en als dat lijkt te mislukken ontfutstelt ze haar een belofte waarvan ze weet dat Margot deze zal nakomen. Ook probeert ze het voor elkaar te krijgen dat Godfried Kramer zijn steenfabriek aan haar zoon René verkoopt maar dan moet Laurens eerst nog wel met geld over de brug komen. Ook daar gebruikt ze een van haar listen voor.                |
| Ton Lensink               | Laurens van Langevelt                      | Laurens is getrouwd met Charlotte en heeft haar op een voetstuk geplaatst. Hij weet heel erg goed dat hij tweede keus was en dat het haar alleen om zijn geld te doen was. Hij probeert die gedachten te verdringen en de drank helpt hem daarbij. Hij is te zwak om tegen de wensen van Charlotte in te gaan ook al ziet hij heel goed wat zij allemaal aanricht. Zijn zelfmedelijden is inmiddels zo groot geworden dat hij niet meer aan een ander denkt.                                                                 |
| Adriënne Kleiweg          | Margot van Langevelt                       | Margot is de dochter van Charlotte en Laurens en de zus van René en de halfzus van Valentijn. Al hoort ze dit laatste pas als ze volwassen is. Het lukt Margot niet om een leven voor haarzelf op te bouwen. Ze doorziet vaak pas achteraf de leugens en de sluwheid van haar moeder en zoekt dan begrip bij haar broer en schoonzus en bij haar vriend Jan. Ze begrijpt niet dat de anderen haar niet willen begrijpen. Het niet kunnen loslaten van haar moeder, kost haar uiteindelijk zelfs haar grote liefde, Jan Blom. |
| Frederik de Groot         | René van Langevelt                         | René is de zoon van Charlotte en Laurens en de broer van Margot en de halfbroer van Valentijn. Hij is getrouwd met Annelies Kramer, hij heeft echter niet veel tijd voor zijn huwelijk. |
| Josine van Dalsum         | Annelies van Langevelt-Kramer              | Ze is de dochter van Godfried en Greet Kramer en getrouwd met René van Langevelt. Annelies is kunstenares en kan goed met haar schoonvader opschieten. Ze probeert regelmatig op Margot in te praten om voor haarzelf te kiezen en onder het juk van haar moeder uit te komen. |
| Sabrina Tiebosch          | Lotje van Langevelt                        | Dochtertje van René en Annelies. |
| René van Asten            | Valentijn van Langevelt                    | Valentijn is de jongste zoon van Charlotte en woont in Canada. Zijn vader is niet Laurens van Langevelt maar Godfried Kramer. |
| Bram van der Vlugt        | Godfried Kramer                            | Hoewel hij getrouwd is met Greet kan hij Charlotte niet vergeten en staat altijd meteen voor haar klaar. |
| Jeanne Verstraete         | Greet Kramer                               | Zij weet dat ze op de tweede plaats staat en dat doet haar zichtbaar pijn. |
| Coen Flink                | Jan Blom                                   | Kunsthandelaar en vriend van Margot. Hij wil dat Margot eindelijk eens voor haarzelf opkomt en voor een leven met hem kiest in plaats van steeds maar weer voor haar moeder te kiezen. |
| Nelleke Zitman            | Lucy Blom                                  | Lucy is de dochter van Jan Blom. Ze is stewardess en leeft een vrij leven. Ze kan maar niet begrijpen waarom Margot zo aan haar moeder vastzit. |
| Trees van der Donck       | Katrien Fijnvandraat                       | Pianolerares van Margot en goed bevriend met haar. Margot noemt haar tante Katrien. |
| Hetty Verhoogt            | Hilde Manetti                              | Huishoudster bij de familie van Langevelt. Laurens is zeer op haar gesteld; ze maken samen veel plezier en dit is een doorn in het oog van Charlotte. Hilde moet dan ook verdwijnen. |
| Guus Verstraete sr.       | Makelaar                                   | Moet, in opdracht van Margot, De Appelgaard verkopen nadat ook Laurens overleden is. |
| Jules Hamel               | John Bloem (deel 4) autoverkoper (deel 12) | Charlotte neemt autorijles om zo samen met Margot leuke dingen te kunnen gaan doen. |
| Ab Abspoel                | Postbeambte                                | |
| Eddy Brugman              | Hans Waardenburg                           | |
| Gina Hobson               | Gina                                       | |
| Valentine Hobson          | Vrouw in galerie                           | |
| Nico Janssen              | Verhuizer                                  | |
| Raymond Jurgens           | Onderduiker                                | |
| Ad van Kempen             |                                            | |
| Johanneke van Kooten      | Kraamverpleegster                          | |
| Hans Leendertse           | Waard                                      | |
| Marcel Maas               | Onderduiker                                | |
| Sacco van der Made        | Doodgraver                                 | |
| Dick Rienstra             | Bijlevelt                                  | |
| Liesbeth Struppert        | Secretaresse                               | |
| Jan Teulings              | Professor Wesseling                        | |
| Ingeborg Uyt den Boogaard | Mevrouw Besseling                          | |

## Afleveringen
| Aflevering | Uitzenddatum     |
| ---------- | ---------------- |
| 1          | 22 december 1985 |
| 2          | 29 december 1985 |
| 3          | 5 januari 1986   |
| 4          | 12 januari 1986  |
| 5          | 19 januari 1986  |
| 6          | 26 januari 1986  |
| 7          | 2 februari 1986  |
| 8          | 9 februari 1986  |
| 9          | 16 februari 1986 |
| 10         | 23 februari 1986 |
| 11         | 2 maart 1986     |
| 12         | 9 maart 1986     |

## Trivia
- De buitenopnamen voor huize De Appelgaard zijn gemaakt bij Landhuis Loenen in Loenen/Slijk-Ewijk (destijds gemeente Valburg).
- De serie is verschenen op dvd.
- De serie is grotendeels op video opgenomen, behalve de scènes in Egypte, en de scène in het café met Laurens, die dronken een auto-ongeluk krijgt, zijn op film opgenomen.